# 마르논 부슈
마르논토마스 부슈(독일어: Marnon-Thomas Busch, 1994년 12월 8일 ~ )는 독일의 축구 선수이다. 현재 독일 분데스리가의 1. FC 하이덴하임에서 활약하고 있다.